# Summano
Summano o Sommano (in latino Summānus, in etrusco Summamus) era nella mitologia etrusca e poi in quella romana il dio dei tuoni e dei fenomeni atmosferici notturni, contrapposto a Giove, dio dei tuoni diurni, e alcune volte associato a quest'ultimo come Giove Summano.

## Etimologia
L'etimologia è alquanto dubbia. Il nome potrebbe derivare dal latino "sub-manus" ossia "che precede la mattina" o, meno probabile, da "Summus Manium" cioè "il più grande dei Mani".

## Culto
Un tempio in onore di Summano costruito nel 278 a.C. sorgeva a Roma non lontano dal Circo Massimo. Ogni 20 giugno, giorno del solstizio d'estate, ricorreva la festa del dio al quale venivano fatte offerte e sacrifici di animali. Nel 197 a.C. però questo tempio venne colpito da un fulmine. Si racconta che il fulmine colpì proprio la statua del dio, staccandogli la testa la quale cadde poi nelle acque del Tevere.